# Euonthophagus gibbosus
Euonthophagus gibbosus là một loài bọ cánh cứng trong họ Bọ hung (Scarabaeidae).